# Newport News
Newport News er en by i staten Virginia i USA. Den ligger på den sydlige del af Virginiahalvøen, i den nordlige ende af Hampton Roads. Byen har 186.247(2020) indbyggere.
Byen er blandt andet kendt som stedet hvor jazzsangerinden Ella Fitzgerald og NFL-quarterbacken Michael Vick blev født.
I byen finder man blandt andet skibsværftet Newport News Shipbuilding, det fysiske laboratorium Thomas Jefferson National Accelerator Facility, universitetet Christopher Newport University og lufthavnen Newport News/Williamsburg International Airport.

## Venskabsbyer
- Neyagawa, Japan
- Taizhou, Kina
- Greifswald, Tyskland